# Sportgemeinschaft 09 Wattenscheid 1976-1977
Questa voce raccoglie le informazioni riguardanti la Sportgemeinschaft 09 Wattenscheid nelle competizioni ufficiali della stagione 1976-1977.

## Stagione
Nella stagione 1976-1977 il Wattenscheid, allenato da Erhard Ahmann e Willi Klein, concluse il campionato di 2. Bundesliga al 15º posto. In Coppa di Germania il Wattenscheid fu eliminato al secondo turno dal Werder Brema.

## Rosa
| N. |                      | Ruolo | Calciatore          |
| -- | -------------------- | ----- | ------------------- |
|    | Germania (bandiera)  | P     | Rolf Brandt         |
|    | Germania (bandiera)  | P     | Klaus Kozicki       |
|    | Germania (bandiera)  | D     | Hans-Günter Bruns   |
|    | Germania (bandiera)  | D     | Peter Diekämper     |
|    | Germania (bandiera)  | D     | Karl Diepenbrock    |
|    | Germania (bandiera)  | D     | Karl-Georg Eickhoff |
|    | Germania (bandiera)  | D     | Uwe Erkenbrecher    |
|    | Germania (bandiera)  | D     | Bernd Gräwe         |
|    | Germania (bandiera)  | D     | Reinhold Klee       |
|    | Germania (bandiera)  | D     | Rudi Klimke         |
|    | Italia (bandiera)    | D     | Piero Lussu         |
|    | Germania (bandiera)  | D     | Helmut Zyla         |
|    | Argentina (bandiera) | C     | Carlos Babington    |

| N. |                     | Ruolo | Calciatore        |
| -- | ------------------- | ----- | ----------------- |
|    | Germania (bandiera) | C     | Heinrich Bachorz  |
|    | Germania (bandiera) | C     | Thomas Frigger    |
|    | Germania (bandiera) | C     | Heinrich Hippler  |
|    | Germania (bandiera) | C     | Jürgen Hünerlage  |
|    | Germania (bandiera) | C     | Lothar Kobluhn    |
|    | Germania (bandiera) | C     | Dieter Richard    |
|    | Germania (bandiera) | A     | Gerhard Drews     |
|    | Germania (bandiera) | A     | Ewald Hammes      |
|    | Germania (bandiera) | A     | Helmut Horsch     |
|    | Germania (bandiera) | A     | Jürgen Jendrossek |
|    | Germania (bandiera) | A     | Detlef Rosellen   |
|    | Germania (bandiera) | A     | Dieter Schulitz   |
|    | Germania (bandiera) | A     | Peter Wloka       |

## Organigramma societario
Area tecnica
- Allenatore: Willi Klein
- Allenatore in seconda:
- Preparatore dei portieri:
- Preparatori atletici:

## Calciomercato

### Sessione estiva
| Acquisti | Acquisti          | Acquisti           | Acquisti |
| R.       | Nome              | da                 | Modalità |
| -------- | ----------------- | ------------------ | -------- |
| D        | Hans-Günter Bruns | Schalke 04         |          |
| D        | Piero Lussu       | RW Oberhausen      |          |
| A        | Dieter Schulitz   | Schwarz-Weiß Essen |          |

| Cessioni | Cessioni         | Cessioni             | Cessioni |
| R.       | Nome             | a                    | Modalità |
| -------- | ---------------- | -------------------- | -------- |
| C        | Norbert Grede    | Wattenscheid 09 II   |          |
| P        | Manfred Behrendt | Göttingen            |          |
| A        | Walter Krause    | Kickers Offenbach    |          |
| A        | Wolfgang Schmitt | Rot-Weiß Lüdenscheid |          |

### Sessione invernale
| Acquisti | Acquisti | Acquisti | Acquisti |
| R.       | Nome     | da       | Modalità |
| -------- | -------- | -------- | -------- |

| Cessioni | Cessioni | Cessioni | Cessioni |
| R.       | Nome     | a        | Modalità |
| -------- | -------- | -------- | -------- |

## Risultati

### 2. Bundesliga

#### Girone di andata
| Arbitro: | Gabriel |

|                                      |           |                |
| Flüshöh 43’ Pallaks 70’ Wehmeier 71’ | Marcatori | 32’ Jendrossek |

| Arbitro: | Rieb |

|                          |           |  |
| Hammes 14’, 74’ Zyla 29’ | Marcatori |  |

| Arbitro: | Retzmann |

|  |           |                                            |
|  | Marcatori | 29’ Hammes 52’ (rig.) Babington 57’ Horsch |

| Arbitro: | Roth |

|                |           |  |
| Jendrossek 35’ | Marcatori |  |

| Arbitro: | Ahlenfelder |

|                                 |           |            |
| Klausmann 39’ Zindel 45’ (rig.) | Marcatori | 12’ Hammes |

| Arbitro: | Niemann |

|                                       |           |  |
| Wloka 23’ Bachorz 42’ Hammes 42’, 68’ | Marcatori |  |

| Arbitro: | Glasneck |

|                                                           |           |                        |
| Koch 9’ Wohlgemuth 57’ Greif 63’, 74’ Wittfoht 77’ (rig.) | Marcatori | 24’ Hammes 26’ Bachorz |

| Arbitro: | Gabor |

|                      |           |  |
| Lussu 63’ Hammes 87’ | Marcatori |  |

| Arbitro: | Wuttke |

|                         |           |                                    |
| Mertes 24’ Baumanns 34’ | Marcatori | 7’ Zyla 16’ Schulitz 90’ Babington |

| Arbitro: | Roth |

|                                 |           |                                                       |
| Babington 34’ (rig.) Hammes 85’ | Marcatori | 5’ (rig.), 27’, 62’ (rig.) Hey 40’ Erhart 80’ Peitsch |

| Arbitro: | Winkler |

|            |           |                          |
| Wallek 80’ | Marcatori | 32’ Jendrossek 69’ Wloka |

| Arbitro: | Hennig |

|                      |           |             |
| Hammes 19’, 24’, 54’ | Marcatori | 50’ Hermann |

| Arbitro: | Ahlenfelder |

|            |           |               |
| Linßen 30’ | Marcatori | 87’ Babington |

| Arbitro: | Wippker |

|                      |           |                          |
| Babington 74’ (rig.) | Marcatori | 13’ Ochmann 46’ Sinnigen |

| Arbitro: | Gabriel |

|                                               |           |  |
| Gerber 18’, 83’ Tune-Hansen 28’ Mannebach 50’ | Marcatori |  |

| Arbitro: | Wichmann |

|            |           |              |
| Hammes 66’ | Marcatori | 28’ Möhlmann |

| Arbitro: | Kaiser |

|                |           |            |
| Stiller 5’, 8’ | Marcatori | 86’ Hammes |

| Arbitro: | Leyding |

|                                                        |           |  |
| Mrosko 23’ (rig.) Krüger 46’ Hoffmann 79’ Bebensee 86’ | Marcatori |  |

| Arbitro: | Kindervater |

|  |           |                                  |
|  | Marcatori | 12’, 32’, 90’ Mattsson 81’ Wloka |

#### Girone di ritorno
| Arbitro: | Eschweiler |

|                      |           |             |
| Babington 61’ (rig.) | Marcatori | 86’ Bittner |

| Arbitro: | Wippker |

|                     |           |             |
| Plücken 3’ Rnic 38’ | Marcatori | 27’ Bachorz |

| Arbitro: | Richter |

|                                                  |           |  |
| Zyla 39’ Bruns 41’ (rig.), 42’ (rig.) Hammes 64’ | Marcatori |  |

| Arbitro: | Rieb |

|                            |           |                                          |
| Berghaus 36’ Fanz 64’, 86’ | Marcatori | 4’ Wloka 23’ Hammes 44’ (rig.) Babington |

| Arbitro: | Richter |

|                                    |           |                   |
| Babington 9’ Horsch 19’ Hammes 29’ | Marcatori | 90’ (rig.) Zindel |

| Arbitro: | Hanschke |

|                              |           |  |
| Hoffmann 3’ van den Berg 11’ | Marcatori |  |

| Arbitro: | Gabor |

|                                              |           |                        |
| Bachorz 9’, 27’ Bruns 82’ (rig.), 90’ (rig.) | Marcatori | 50’ Schock 54’ Schäfer |

| Arbitro: | Kindervater |

|                                          |           |                                                    |
| Fritsche 30’ Klinger 65’ Zimmer 68’, 86’ | Marcatori | 35’, 60’ Hammes 51’ (rig.) Bruns 90’ (aut.) Zimmer |

| Arbitro: | Burgers |

|                              |           |                            |
| Richard 10’ Bruns 75’ (rig.) | Marcatori | 28’ Kehr 54’ (rig.) Breuer |

| Arbitro: | Milkert |

|                                             |           |  |
| Wolf 38’ Pohl 62’ Peitsch 64’ Schilling 81’ | Marcatori |  |

| Arbitro: | Kohnen |

|                                                        |           |                       |
| Hammes 35’, 56’ Bruns 46’ (rig.) Lussu 77’ Bachorz 86’ | Marcatori | 75’ Wallek 82’ Winter |

| Leverkusen 27 marzo 1977 31ª giornata | Bayer Leverkusen | 0 – 0 referto | Wattenscheid 09 | Kleines-Haberland-Stadion (1 400 spett.)\| Arbitro: \| Pauly \| |
| Arbitro:                              | Pauly            |               |                 |                                                                 |

| Arbitro: | Ahlenfelder |

|                                |           |                     |
| Bruns 39’ (rig.) Babington 58’ | Marcatori | 69’ Ludwig 70’ Bone |

| Arbitro: | Assenmacher |

|                            |           |                 |
| Busk 40’, 90’ Sinnigen 49’ | Marcatori | 9’ (rig.) Bruns |

| Arbitro: | Zittrich |

|                          |           |                                                          |
| Bachorz 69’ Schulitz 89’ | Marcatori | 15’ (aut.) Klee 75’ Frosch 79’ Mannebach 88’ Tune-Hansen |

| Arbitro: | Waltert |

|                                          |           |  |
| Möhlmann 8’, 24’ Wolf 75’ Graul 77’, 85’ | Marcatori |  |

| Arbitro: | Zuchantke |

|                      |           |                         |
| Babington 52’ (rig.) | Marcatori | 18’ Wunder 33’ Wehmeyer |

| Bochum 14 maggio 1977 37ª giornata | Wattenscheid 09 | 0 – 0 referto | Arminia Hannover | Lohrheidestadion (800 spett.)\| Arbitro: \| Hennig \| |
| Arbitro:                           | Hennig          |               |                  |                                                       |

| Arbitro: | Roth |

|                                       |           |          |
| Wloka 26’, 32’ Franke 43’ Raschid 74’ | Marcatori | 68’ Zyla |

### Coppa di Germania
| Arbitro: | Stäglich |

|                                                                |           |              |
| Klimke 16’ Bachorz 24’ Babington 46’ Horsch 60’ Jendrossek 76’ | Marcatori | 37’ Wykowski |

| Arbitro: | Zuchantke |

|                                                       |           |            |
| Röber 39’ (rig.), 75’ (rig.), 86’ (rig.) Petrović 43’ | Marcatori | 90’ Hammes |

## Statistiche

### Statistiche di squadra
| Competizione      | Punti | In casa | In casa | In casa | In casa | In casa | In casa | In trasferta | In trasferta | In trasferta | In trasferta | In trasferta | In trasferta | Totale | Totale | Totale | Totale | Totale | Totale | DR  |
| Competizione      | Punti | G       | V       | N       | P       | Gf      | Gs      | G            | V            | N            | P            | Gf           | Gs           | G      | V      | N      | P      | Gf     | Gs     | DR  |
| ----------------- | ----- | ------- | ------- | ------- | ------- | ------- | ------- | ------------ | ------------ | ------------ | ------------ | ------------ | ------------ | ------ | ------ | ------ | ------ | ------ | ------ | --- |
| 2. Bundesliga     | 33    | 19      | 9       | 5       | 5       | 41      | 29      | 19           | 3            | 4            | 12           | 24           | 51           | 38     | 12     | 9      | 17     | 65     | 80     | -15 |
| Coppa di Germania | -     | 1       | 1       | 0       | 0       | 5       | 1       | 1            | 0            | 0            | 1            | 1            | 4            | 2      | 1      | 0      | 1      | 6      | 5      | +1  |
| Totale            | 33    | 20      | 10      | 5       | 5       | 46      | 30      | 20           | 3            | 4            | 13           | 25           | 55           | 40     | 13     | 9      | 18     | 71     | 85     | -14 |

### Andamento in campionato
| Giornata  | 1  | 2 | 3 | 4 | 5 | 6 | 7 | 8 | 9 | 10 | 11 | 12 | 13 | 14 | 15 | 16 | 17 | 18 | 19 | 20 | 21 | 22 | 23 | 24 | 25 | 26 | 27 | 28 | 29 | 30 | 31 | 32 | 33 | 34 | 35 | 36 | 37 | 38 |
| --------- | -- | - | - | - | - | - | - | - | - | -- | -- | -- | -- | -- | -- | -- | -- | -- | -- | -- | -- | -- | -- | -- | -- | -- | -- | -- | -- | -- | -- | -- | -- | -- | -- | -- | -- | -- |
| Luogo     | T  | C | T | C | T | C | T | C | T | C  | T  | C  | T  | C  | T  | C  | T  | T  | C  | C  | T  | C  | T  | C  | T  | C  | T  | C  | T  | C  | T  | C  | T  | C  | T  | C  | C  | T  |
| Risultato | P  | V | V | V | P | V | P | V | V | P  | V  | V  | N  | P  | P  | N  | P  | P  | P  | N  | P  | V  | N  | V  | P  | V  | N  | N  | P  | V  | N  | N  | P  | P  | P  | P  | N  | P  |
| Posizione | 19 | 8 | 4 | 2 | 6 | 5 | 7 | 5 | 2 | 7  | 4  | 4  | 4  | 7  | 7  | 10 | 11 | 12 | 13 | 13 | 14 | 13 | 13 | 12 | 12 | 12 | 11 | 12 | 13 | 12 | 13 | 12 | 13 | 15 | 15 | 15 | 15 | 15 |

Legenda:

Luogo: C = Casa; T = Trasferta. Risultato: V = Vittoria; N = Pareggio; P = Sconfitta.

### Statistiche dei giocatori
| Giocatore       | 2. Bundesliga | 2. Bundesliga | 2. Bundesliga | 2. Bundesliga | Coppa di Germania | Coppa di Germania | Coppa di Germania | Coppa di Germania | Totale   | Totale | Totale      | Totale     |
| Giocatore       | Presenze      | Reti          | Ammonizioni   | Espulsioni    | Presenze          | Reti              | Ammonizioni       | Espulsioni        | Presenze | Reti   | Ammonizioni | Espulsioni |
| --------------- | ------------- | ------------- | ------------- | ------------- | ----------------- | ----------------- | ----------------- | ----------------- | -------- | ------ | ----------- | ---------- |
| C. Babington    | 32            | 10            | 8             | 1             | 2                 | 1                 | 0                 | 0                 | 34       | 11     | 8           | 1          |
| H. Bachorz      | 31            | 7             | 2             | 0             | 2                 | 1                 | 0                 | 0                 | 33       | 8      | 2           | 0          |
| R. Brandt       | 29            | 0             | 1             | 0             | 2                 | 0                 | 0                 | 0                 | 31       | 0      | 1           | 0          |
| H. Bruns        | 21            | 9             | 5             | 2             | 0                 | 0                 | 0                 | 0                 | 21       | 9      | 5           | 2          |
| P. Diekämper    | 9             | 0             | 0             | 0             | 0                 | 0                 | 0                 | 0                 | 9        | 0      | 0           | 0          |
| K. Diepenbrock  | 7             | 0             | 0             | 0             | 1                 | 0                 | 0                 | 0                 | 8        | 0      | 0           | 0          |
| G. Drews        | 3             | 0             | 0             | 0             | 0                 | 0                 | 0                 | 0                 | 3        | 0      | 0           | 0          |
| K. Eickhoff     | 9             | 0             | 0             | 0             | 1                 | 0                 | 0                 | 0                 | 10       | 0      | 0           | 0          |
| U. Erkenbrecher | 6             | 0             | 2             | 0             | 0                 | 0                 | 0                 | 0                 | 6        | 0      | 2           | 0          |
| T. Frigger      | 12            | 0             | 3             | 0             | 1                 | 0                 | 0                 | 0                 | 13       | 0      | 3           | 0          |
| N. Grede        | 4             | 0             | 2             | 0             | 0                 | 0                 | 0                 | 0                 | 4        | 0      | 2           | 0          |
| B. Gräwe        | 8             | 0             | 0             | 0             | 1                 | 0                 | 0                 | 0                 | 9        | 0      | 0           | 0          |
| E. Hammes       | 37            | 21            | 8             | 0             | 2                 | 1                 | 0                 | 0                 | 39       | 22     | 8           | 0          |
| H. Hippler      | 0             | 0             | 0             | 0             | 0                 | 0                 | 0                 | 0                 | 0        | 0      | 0           | 0          |
| H. Horsch       | 31            | 2             | 2             | 0             | 2                 | 1                 | 0                 | 0                 | 33       | 3      | 2           | 0          |
| J. Hünerlage    | 0             | 0             | 0             | 0             | 0                 | 0                 | 0                 | 0                 | 0        | 0      | 0           | 0          |
| J. Jendrossek   | 20            | 3             | 0             | 0             | 2                 | 1                 | 0                 | 0                 | 22       | 4      | 0           | 0          |
| R. Klee         | 35            | 0             | 4             | 0             | 2                 | 0                 | 0                 | 0                 | 37       | 0      | 4           | 0          |
| R. Klimke       | 24            | 0             | 3             | 1             | 1                 | 1                 | 0                 | 0                 | 25       | 1      | 3           | 1          |
| L. Kobluhn      | 0             | 0             | 0             | 0             | 0                 | 0                 | 0                 | 0                 | 0        | 0      | 0           | 0          |
| K. Kozicki      | 9             | 0             | 0             | 0             | 0                 | 0                 | 0                 | 0                 | 9        | 0      | 0           | 0          |
| P. Lussu        | 30            | 2             | 5             | 0             | 2                 | 0                 | 0                 | 0                 | 32       | 2      | 5           | 0          |
| D. Richard      | 15            | 1             | 1             | 0             | 0                 | 0                 | 0                 | 0                 | 15       | 1      | 1           | 0          |
| D. Rosellen     | 6             | 0             | 0             | 0             | 0                 | 0                 | 0                 | 0                 | 6        | 0      | 0           | 0          |
| D. Schulitz     | 27            | 2             | 1             | 0             | 0                 | 0                 | 0                 | 0                 | 27       | 2      | 1           | 0          |
| P. Wloka        | 37            | 3             | 0             | 0             | 1                 | 0                 | 0                 | 0                 | 38       | 3      | 0           | 0          |
| H. Zyla         | 35            | 4             | 5             | 0             | 1                 | 0                 | 0                 | 0                 | 36       | 4      | 5           | 0          |